# Rui Rio
Rui Fernando da Silva Rio (Porto, 6 agosto 1957) è un politico portoghese.

## Biografia
Rio ha studiato al Colégio Alemão do Porto e ha conseguito la laurea in economia presso l'Università di Porto, dove è stato presidente dell'Associazione degli studenti e membro del Consiglio Pedagogico.
Dal 1996 al 1997 è segretario generale del Partito Social Democratico (PSD).
È stato sindaco di Porto dall'8 gennaio 2002 al 22 ottobre 2013. 
Il 13 gennaio 2018 è stato eletto presidente del Partito Social Democratico con il 54% dei voti, ricoprendo anche la carica di leader dell'opposizione. Eletto in parlamento nel 2019 nello stesso anno viene eletto dall'Assemblea Consigliere di Stato.